# Øbro Hallen
Øbro-Hallen også kendt som Østerbro Svømmehal er en svømmehal på Østerbro i København og er Danmarks første offentlige svømmehal. 
Svømmehallen er bygget i neoklassicistisk stil og har en jernbetonkonstruktion med hvælvet loft og ovenlys. Den er tegnet i et samarbejde mellem arkitekterne Frederik Vilhelm Hvalsøe (1883‐1958) og Arthur Karl Johann Wittmack (1878‐1965). Hallen blev åbnet i 1930 af kong Christian 10. og statsminister Thorvald Stauning.
Svømmehallen var lukket 1997-2002 hvor den blev ombygget og renoveret. Efter ombygningen er den klassiske stil med stengulve og søjler bevaret, men omklædningsrummene har fået et mere moderne præg med interiør i ædelt mørkt træ. 

## Kunstværk
Over portalerne på facaden sidder henholdsvis en badende nøgen kvinde og en mand hugget i sandsten af billedhuggeren Axel Poulsen.